# Lynæs fort
Lynæs fort var en befästning i Lynæs i nuvarande Hundested, vid Isefjordens mynning.
Kustbatteriet Lynæs fort byggdes 1914-1916. Fortet hade i uppgift att skydda de minfält som fanns i Isefjordens mynning och att hindra fientliga fartyg att segla in i Isefjorden och i Roskildefjorden.
År 1918 var fortets huvudbeväpning två 12-centimeters- och fyra 7,5-centimeterskanoner samt 24 kulsprutor. Det var bemannat med 200 kustartillerister.
År 1941 under den tyska ockupationen användes de två tyngre kanonerna av den tyska krigsmakten, tillsammans med motsvarade pjäser från batteriet i Borgsted vid Vordingborg, som beväpning vid Gedser.
År 1949 lades fortet ned och användes därefter som utbildningslokaler. 
Anläggningen används idag som privatägda träningslokaler.